# 66 км (зупинний пункт, Московська залізниця)
Зупинний пункт 66 км — не діюча (станом на 2024 рік) пасажирська платформа на залізничному напрямку Харків — Льгов на південно-західній околиці села Руська Конопелька Суджанського району Курської області, перегін Сосновий Бір — Суджа.
Роздільний пункт існував як роз'їзд в 1930-х — 1940-х рр., але після 1945 року він переведений в категорію зупинних пунктів без колійного розвитку та іншої станційної інфраструктури. Пасажирське сполучення відсутнє з 2013 року.